# Sheffield Hatters
Les Sheffield Hatters sont un club féminin anglais de basket-ball évoluant dans la Women's English Basketball League. Le club est basé dans la ville de Sheffield.

## Palmarès
- Champion d'Angleterre : 2006, 2007

## Entraîneurs successifs
- Depuis ? :  Betty Codona